# 陳松 (嘉靖進士)
陳松（1514年—？），字子喬，號左川，直隸河間府青縣屯種軍籍，河南裕州人，明朝政治人物。

## 生平
嘉靖十九年（1540年）庚子科順天府鄉試第七十五名舉人。嘉靖二十年（1541年）聯捷辛丑科會試第二百二十五名，登第三甲第十一名進士。二十一年授徽州府推官，二十四年十二月选授南京河南道试监察御史，二十六年三月實授，三十三年贬宿州判官，歷任浙江嘉兴县、秀水县知县、平凉府同知、湖广按察司佥事。雅好吟咏五七言，近体尤为卓绝。

## 家族
曾祖陳勝；祖父陳智；父陳詩。母金氏。重庆下。弟陈梅。